# Golful Tarento

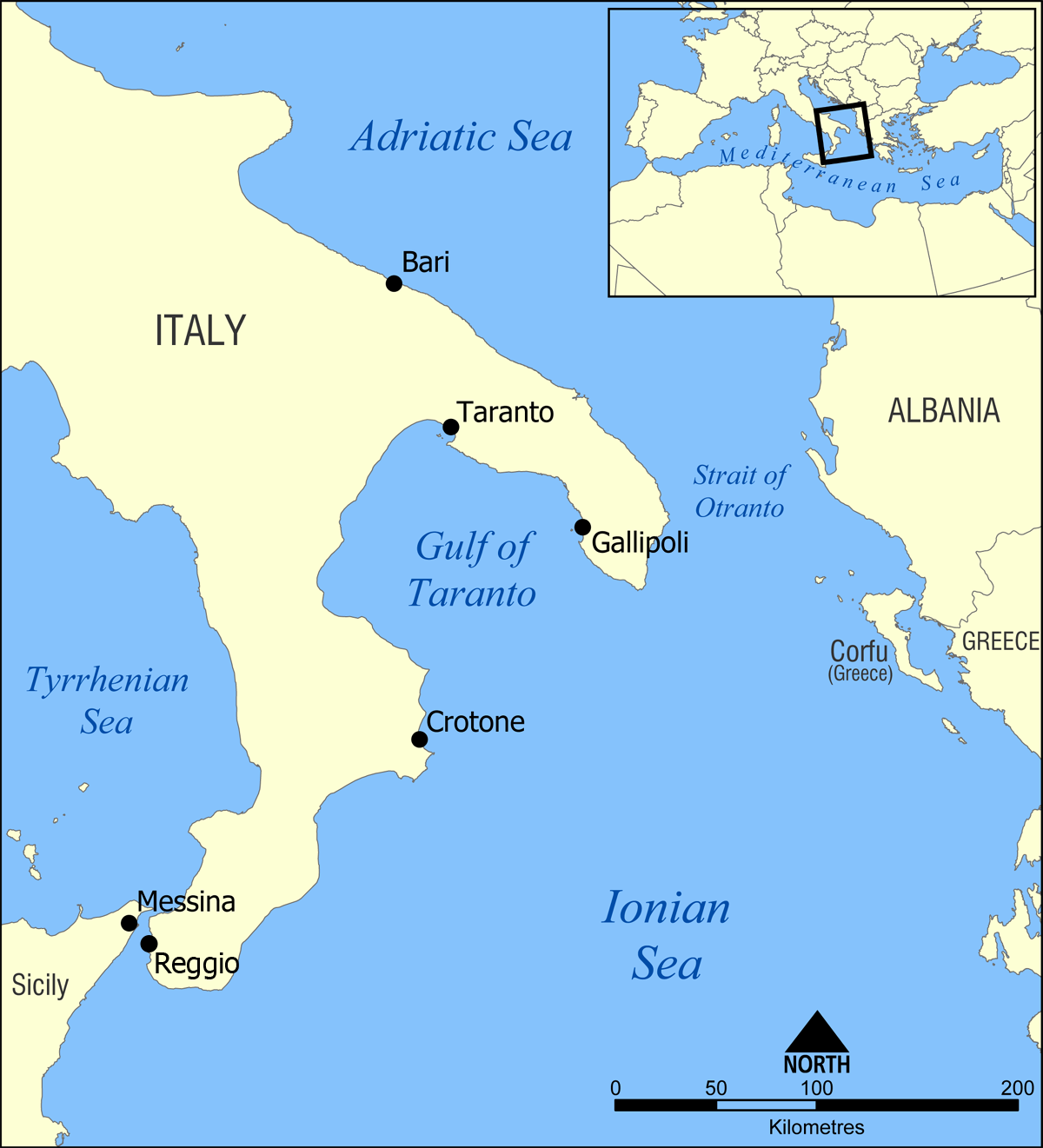
Harta Golfului Taranto.

Golful Tarento aparține Marii Mediterane. Golful se găsește între Peninsula Salentina și Calabria. Golful Tarento se găsește între Punta Meliso din Santa Maria de Leuca (provincia Lecce) și Punta Alice. Linia de bază a golfului are o lungime de 60 mile marie.
Regiunile italiene care au coastă în golf sunt: Apulia, Basilicata și Calabria
În Golful Tarento se găsesc orașe ca Taranto sau Gallipoli.